# Vladímir Orlov (patinador)
Vladímir Orlov   (Moscou, 2 de desembre de 1938) és un patinador de velocitat rus, ja retirat, que va competir sota bandera de la Unió Soviètica durant la dècada del 1960.
El 1964 va prendre part en els Jocs Olímpics d'Hivern d'Innsbruck, on guanyà la medalla de plata en els 500 metres del programa de patinatge de velocitat. Aquesta medalla fou compartida amb Yevgeny Grishin i Alv Gjestvang. A nivell nacional no va guanyar cap títol soviètic, però va ser subcampió el 1966 i tercer el 1962.